# Arboretum de la Fosse
L’arboretum de La Fosse ou  parc de La Fosse est un parc botanique situé sur la commune de  Fontaine-les-Coteaux près de Montoire-sur-le-Loir.
C'est l’un des plus anciens arboretums de France et il est inscrit à l'Inventaire des Monuments Historiques.

## Historique
Les premières plantations exotiques, réalisées autour des bâtiments, datent de la fin du XVIIIe siècle.
Le dessin paysager du parc actuel a été réalisé par Alexandre-Sébastien Gérard sur les 25 hectares d’un coteau de la vallée du Loir au début du XIXe siècle.
Des milliers d’arbres et arbustes du monde entier y ont été plantés par sept générations de la même famille qui ont continué son œuvre.
Les innombrables découvertes botaniques des deux derniers siècles ont permis un enrichissement constant.
Les arbres les plus remarquables sont Cedrus libani (1810), Pinus laricio (1820), Juniperus drupacea (1880), Taxus baccata 'fastigiata' (1825), Davidia involucrata (1905).

## Description
Les allées et clairières sont bordées de plantes choisies pour leur intérêt scientifique ou leur attrait esthétique.
De très nombreux arbres et arbustes fleuris sont remarquables au printemps, particulièrement les Magnolia, les Cornus, les Rhododendron, tandis qu’à l’automne les couleurs des Parrotia persica, des Nyssa sylvatica, des Carya ovata, accompagnent celles des Cyclamens de Naples en sous-bois.
Les Acer griseum et hersii, les Prunus serrula et maackii, les Arbutus andrachne et menziesii sont exceptionnels par la beauté de leurs écorces.
Lagerstroemia indica, Ceanothus, et Actinidia sinensis et kolomikta se plaisent contre les bâtiments ; Crinum × powellii, Amaryllis belladona, Romneya coulteri et Nerine bowdenii se succèdent au pied des murs ensoleillés.

## Visites
Le parc botanique de La Fosse est ouvert au public.